# Afthartodokéták
Az afthartodokéták monofizita szekta volt a 6. század első felében, amelyet Halikarnasszoszi Julianosz alapított. Az elnevezés a görög afthartosz (romolhatatlan) és dokein (látszani) szóból származik, mivel e szekta tagjai Jézus testét már a fogantatásától sérthetetlennek, halhatatlannak, elpusztíthatatlannak tekintették, azaz szerintük Krisztusban az isteni és az emberi természet a valóságban nem különbözik, hanem csak a név szerinti megjelölésben.